# جونينيو (لاعب كرة قدم مواليد 1986)
جونينيو (بالبرتغالية: Paulo Roberto Valoura Junior‏) هو لاعب كرة قدم برازيلي في مركز الوسط، ولد في 20 مارس 1986 في ريو دي جانيرو في البرازيل. لعب مع نادي أمريكا.

## وصلات خارجية
- جونينيو (لاعب كرة قدم مواليد 1986) على موقع قاعدة بيانات كرة القدم.إي يو (الإنجليزية)
- جونينيو (لاعب كرة قدم مواليد 1986) على موقع Soccerway.com (الإنجليزية)